# 李玿
李玿（1621年7月8日—17世紀），字郎玉，號豫充，河南開封府鄭州滎澤縣人，清朝政治人物。

## 生平
李玿是順治二年（1645年）舉人，三年（1646年）聯捷進士，先在都察院觀政，後獲授沁源知縣，曾分考鄉試取錄解元常大忠，在沁源三年內潔己愛民，敦行教化、督促農業、剔除弊政、革絕雜稅，在荒年饑賑救活人民，其時流寇盤據山林，他洞悉對方情狀，秘密招攬賊人呂虎准許自新，充當嚮導率領鄉勇搗破賊人巢穴，擒獲賊人首領馮三，並招撫其餘同黨，縣內賴以安寧。不久他署任沁州知州，人民如一在沁源愛戴他，因得知父親病重而告歸，回鄉後用心侍奉，半年後父親去世，亦孝順對待繼母樊氏，家居三十七年潛心性理，得鄉人尊重，七十九歲才去世，嗣子李士甄任知縣陞主事，孫李維坊任通判，李維墧則是舉人。

## 家族
曾祖李自暘，壽官；祖父李鮮，學正；父李鳴德，訓導。

## 引用
1. 1 2  乾隆《滎澤縣志·卷五·選舉》：李玿，字郎玉，號豫充，旌孝鳴德子，穎敏好學、博通子史，順治乙酉鄉試十八名，登順治丙戌科傅以漸榜進士，會試一百七十六名，殿試三甲八十名，任山西沁源縣知縣，八闈分校解元常大忠出其門，涖沁三載潔己愛民，敦教化、課農桑、剔蠧弊、革雜派，歲饑賑濟全活甚多。時餘寇盤聚山林，洞其情狀，密論夥賊呂虎許其自新，以為嚮導帥鄉勇擣其巢穴，擒獲賊首馮三，招撫餘黨，邑賴以安；署沁州知州，兩地愛戴如一，聞父病篤力請告歸，及旋里侍湯藥甚謹，越半載父歿，執喪盡哀，孝事繼母樊，撫愛弟姪，推及三黨，家居三十七載，潛心性道，躬行實踐，為鄉黨所尊重，卒年七十有九，嗣子士甄任知縣陞主事，孫維坊任通判，維墧舉人。 參舊志
2. 1 2  《順治三年丙戌科進士三代履歷》：李玿，曾祖自暘，壽官；祖鮮，學正；父鳴德，訓導。豫充，書三房，辛酉五月十九日生，滎澤人，乙酉十八名，會試三百三十六名，三甲八十名，都察院觀政，授山西沁源知縣。